# LiveJournal
LiveJournal (auch LJ abgekürzt) ist eine Website, die Weblogs anbietet und es so jedem Benutzer erlaubt, ein Online-Tagebuch zu führen. LiveJournal ist außerdem der Name der quelloffenen Server-Software, die entwickelt wurde, um diesen Dienst anzubieten. LiveJournal unterscheidet sich von anderen Weblog-Anbietern vor allem durch die Betonung der Nutzergemeinschaft, wie sie zuvor vor allem im WELL (eine der ältesten Online-Communitys) bekannt war, und durch die Unterstützung sozialer Netzwerke.

## Verbreitung
LiveJournal hatte im Oktober 2007 rund 14 Millionen Benutzer, davon über 3 Millionen in den USA, über 500.000 in Russland, ca. 270.000 in Kanada und ca. 240.000 im Vereinigten Königreich. Aus Deutschland waren ungefähr 43.830 Benutzer angemeldet (Rang 9).
In Russland hat LiveJournal eine besondere Popularität. Dort heißt es übersetzt Schiwoi schurnal (russisch: Живой журнал oder kurz ЖЖ). Anders als beispielsweise in den USA führen immer mehr bekannte russische Journalisten, Publizisten, Politiker, Künstler und Sportler eigene LiveJournal-Weblogs.

## Gründer und Betreiber
LiveJournal wurde 1999 von Brad Fitzpatrick gegründet, ursprünglich um seine Mitschüler über seine Aktivitäten zu informieren. Im Januar 2005 wurde die Betreibergesellschaft von LiveJournal, Danga Interactive, von dem Softwareunternehmen Six Apart aufgekauft, das es im Dezember 2007 an SUP, ein internationales Online-Medien-Unternehmen mit Hauptsitz in Moskau, weiterverkaufte. Die Firma SUP, die bereits seit 2006 die russische Sparte des Dienstes als Lizenznehmer betrieben hatte, ist in der Hand des russischen Unternehmers Alexander Mamut.